# Sportåret 1960

## Händelser

### Amerikansk fotboll
- Philadelphia Eagles besegrar Green Bay Packers med 17–13   i  NFL-finalen.
- American Football League (AFL) genomförde sin första säsong.
- Houston Oilers besegrar Los Angeles Chargers med 24–16 i AFL-finalen.

### Bandy
- 21 februari – Svenska bandyfinalen: Västerås SK vinner svenska mästerskapsfinalen mot IK Sirius med 3–1.[1][2]

### Baseboll
- 13 oktober – National League-mästarna Pittsburgh Pirates vinner World Series med 4–3 i matcher över American League-mästarna New York Yankees.[3]

### Basket
- 9 april – Boston Celtics vinner NBA-finalserien mot St. Louis Hawks.[4]
- 11 juni – Sovjet vinner damernas Europamästerskap i Sofia före Bulgarien och Tjeckoslovakien.[5]
- 10 september – USA vinner den olympiska turneringen i Rom före Sovjet och Brasilien.[6]

### Bordtennis

#### SM

##### Herrsingel
- Hans Alsér blir svensk mästare för första gången för Norrby IF.

### Boxning
- Floyd Patterson återtar sin titel i en match mot Ingemar Johansson.

### Cykel
- Jacques Anquetil, Frankrike vinner Giro d'Italia
- Gastone Nencini, Italien vinner Tour de France
- Franz de Mulder, Belgien vinner Vuelta a España

### Fotboll
- 4 maj – FC Barcelona vinner Mässcupen efter seger över Birmingham City FC i finalserien.[7]
- 7 maj – Wolverhampton Wanderers FC vinner FA-cupfinalen mot Blackburn Rovers FC med 3-0 på Wembley Stadium.[8]
- 18 maj – Real Madrid vinner Europacupen för mästarlag genom att besegra Eintracht Frankfurt med 7–3 i finalen.[7]
- 19 juni – CA Peñarol vinner den första turneringen av Copa Libertadores genom att besegra Club Olimpia i finalerna.[9]
- 10 juli – Sovjet vinner Europacupen för landslag över Jugoslavien med 2–1 i Paris.[10]
- 10 september – Jugoslavien vinner den olympiska turneringen genom att vinna finalen mot Danmark med 3–1 i Rom.[11]
- 23 oktober – Sydkorea försvarar i Sydkorea sin titel i Asiatiska mästerskapet, genom att vinna turneringen före Israel och Taiwan.[12]
- Okänt datum – Luis Suárez, Spanien, utses till Årets spelare i Europa.

#### Ligasegrare / resp. lands mästare
| Europa - Belgien – Lierse SK - England – Burnley FC - Frankrike – Stade de Reims - Italien – Juventus FC - Nederländerna – AFC Ajax - Skottland – Heart of Midlothian FC - Spanien – FC Barcelona - Sverige – IFK Norrköping - Västtyskland – Hamburger SV | Sydamerika - Argentina – Club Atlético Independiente - Bolivia – Club Jorge Wilstermann - Brasilien – Sociedade Esportiva Palmeiras - Chile – Club Social y Deportivo Colo-Colo - Colombia – Santa Fe - Ecuador – Barcelona Sporting Club - Paraguay – Olimpia - Uruguay – CA Peñarol |

### Friidrott
- 31 december – Osvaldo Suárez, Argentina, vinner Sylvesterloppet i São Paulo.[13]
- Paavo Kotila, Finland, vinner Boston Marathon.[14]

### Golf

#### Herrar
- The Masters vinns av Arnold Palmer, USA
- US Open vinns av Arnold Palmer, USA
- British Open vinns av Kel Nagle, Australien
- PGA Championship vinns av Jay Hebert, USA
- Mest vunna vinstpengar på PGA-touren: Arnold Palmer, USA med $75 263

#### Damer
- US Womens Open – Betsy Rawls, USA
- LPGA Championship – Mickey Wright, USA
- Mest vunna vinstpengar på LPGA-touren: Louise Suggs, USA med $16 892

### Ishockey
- 28 februari – USA blir olympiska mästare i Squaw Valley före Kanada och Sovjet.[15]
- 20 mars – Svenska mästare blir Djurgårdens IF genom serieseger före Södertälje SK och Skellefteå AIK.[16]
- 14 april – Stanley Cup vinns av Montreal Canadians, som besegrar Toronto Maple Leafs med 4 matcher mot 0 i slutspelet.[17]
- 25 juli – Bulgarien[18] och Sydkorea[19] inträder i IIHF.
- 20 november – 16 år, 1 månad och 17 dagar gammal blir IFK Bofors Lennart Gustafsson yngste landslagsdebutanten någonsin för Sverige, som denna dag besegrar Norge med 6–2 i Borås.[20]

### Konståkning
- VM
  - Herrar – Alain Giletti, Frankrike
  - Damer – Carol Heiss, USA för femte gången
  - Paråkning – Barbara Wagner och Robert Paul, Kanada.

### Motorsport

#### Formel 1
- 20 november – Världsmästare blir Jack Brabham, Australien.

#### Motocross
- Bill Nilsson, Sverige, blir världsmästare i 500cc-klassen på en Husqvarna.

#### Rally
- Erik Carlsson och Stuart Turner vinner RAC-rallyt med en Saab 96.

#### Speedway
- Ove Fundin, Sverige blir världsmästare.

#### Sportvagnsracing
- Den italienska biltillverkaren Ferrari vinner sportvagns-VM.
- Olivier Gendebien och Paul Frère vinner Le Mans 24-timmars med en Ferrari 250TR 59/60.

### Skidor, alpint

#### Herrar
- VM
  - Kombinerat
- 1 Guy Perillat, Frankrike
- 2 Charles Bozon, Frankrike
- 3 Hanspeter Lanig, Västtyskland
  - Övriga grenar – se Olympiska vinterspelen 1960.
- SM
  - Slalom vinns av Tore Grahn, Tärna IK Fjällvinden.  Lagtävlingen vinns av Östersund-Frösö SLK.
  - Storslalom vinns av Tore Grahn, Tärna IK Fjällvinden.  Lagtävlingen vinns av Östersund-Frösö SLK.
  - Störtlopp vinns av Göran Jakobsson, Sollefteå GIF. Lagtävlingen vinns av Åre SLK.

#### Damer
- VM
  - Kombinerat
- 1 Anne Heggtveit, Kanada
- 2 Sonja Sperl, Västtyskland
- 3 Barbara Henneberger, Västtyskland
  - Övriga grenar – se Olympiska vinterspelen 1960.
- SM
  - Slalom vinns av Anita Olsson, Östersund-Frösö SLK. Lagtävlingen vinns av Sollefteå GIF
  - Storslalom vinns av Märit Mattsson, Malmbergets AIF. Lagtävlingen vinns av Sollefteå GIF.
  - Störtlopp vinns av Kathinka Frisk, Djurgårdens IF.

### Skidor, längdåkning

#### Herrar
- 6 mars – Sixten Jernberg, Lima IF, vinner Vasaloppet.[21]

- SM
  - 15 km vinns av Sixten Jernberg, Lima IF. Lagtävlingen vinns av Lima IF.
  - 30 km vinns av Sixten Jernberg, Lima IF. Lagtävlingen vinns av Oxbergs IF.
  - 50 km vinns av Sixten Jernberg, Lima IF. Lagtävlingen vinns av Älvdalens IF.
  - Stafett 3 x 10 km vinns av Lima IF med laget John Erik Eggens, Gunnar Samuelsson och Sixten Jernberg .

#### Damer
- SM
  - 5 km vinns av Sonja Ruthström, Luleå SK. Lagtävlingen vinns av Luleå SK.
  - 10 km vinns av Sonja Ruthström, Luleå SK. Lagtävlingen vinns av Luleå SK.
  - Stafett 3 x 5 km vinns av Luleå SK med laget  Irma Johansson,  Margaretha Pajala och Sonja Ruthström .

### Skidskytte

#### VM
- Se Olympiska vinterspelen 1960

### Tennis

#### Herrar
- Tennisens Grand Slam:
  - Australiska öppna – Rod Laver, Australien
  - Franska öppna – Nicola Pietrangeli, Italien
  - Wimbledon – Neale Fraser, Australien
  - US Open – Neale Fraser, Australien
- 28 december – Davis Cup: Australien finalbesegrar Italien med 4–1 i Sydney.[22]

#### Damer
- Tennisens Grand Slam:
  - Australiska öppna – Margaret Smith, Australien
  - Franska öppna – Darlene Hard,  USA
  - Wimbledon – Maria Bueno, Brasilien
  - US Open – Darlene Hard, USA

### Volleyboll
- 11 november – Sovjet blir herrvärldsmästare i Rió de Janeiro före Tjeckoslovakien och Rumänien.[23]
- 15 november – Sovjet blir damvärldsmästare i Rió de Janeiro före Japan och Tjeckoslovakien.[24]

## Evenemang
- Olympiska sommarspelen 1960 äger rum i Rom, Italien
- Olympiska vinterspelen 1960 äger rum i Squaw Valley, USA
- VM i konståkning arrangeras i Vancouver Kanada

## Födda
- 5 januari – Glenn Strömberg, svensk fotbollsspelare.
- 29 januari – Greg Louganis, amerikansk simhoppare.
- 13 februari
  - Pierluigi Collina, italiensk fotbollsdomare.
  - Pia Sundhage, svensk fotbollsspelare och -tränare.
- 14 februari – Jim Kelly, amerikansk utövare av amerikansk fotboll.
- 27 februari – Per Arvidsson, svensk simmare.
- 7 mars – Ivan Lendl, tjeckisk-amerikansk tennisspelare.
- 9 mars – Thierry Vigneron, fransk friidrottare.
- 21 mars – Ayrton Senna, brasiliansk racerförare.
- 2 april – Linford Christie, brittisk friidrottare.
- 13 april – Rudi Völler, tysk fotbollsspelare och -tränare.
- 16 april – Rafael Benítez, spansk fotbollsspelare och -tränare.
- 28 april – Walter Zenga, italiensk fotbollsspelare och -tränare.
- 8 maj – Franco Baresi, italiensk fotbollsspelare.
- 10 maj – Merlene Ottey, jamaicansk-slovensk friidrottare.
- 11 maj – Jürgen Schult, östtysk friidrottare.
- 17 maj – Marika Domanski Lyfors, svensk fotbollsspelare, förbundskapten för Sveriges damlandslag i fotboll 1996–2005.
- 18 maj
  - Yannick Noah, fransk tennisspelare.
  - Jari Kurri, finländsk ishockeyspelare.
- 1 juni – Vladimir Krutov, sovjetisk ishockeyspelare.
- 2 juni – Mark Calcavecchia, amerikansk golfspelare.
- 20 juni – Silke Möller, östtysk friidrottare.
- 24 juni – Juli Inkster, amerikansk golfspelare.
- 28 juni – John Elway, amerikansk utövare av amerikansk fotboll.
- 3 juli – Håkan Loob, svensk ishockeyspelare.
- 6 juli – Valerie Brisco Hooks, amerikansk friidrottare.
- 15 juli – Annichen Kringstad, svensk orienterare.
- 17 juli – Jan Wouters, nederländsk fotbollsspelare och -tränare.
- 26 augusti – Jan Brink, svensk ryttare, dressyr.
- 8 september – Aguri Suzuki, japansk racerförare.
- 17 september – Damon Hill, brittisk racerförare.
- 27 september – Leonardo David, italiensk alpin skidåkare.
- 30 oktober – Diego Maradona, argentinsk fotbollsspelare.
- 9 november – Andreas Brehme, tysk fotbollsspelare.
- 30 november – Gary Lineker engelsk fotbollsspelare.
- 28 december – Ray Bourque, kanadensisk ishockeyspelare.

## Avlidna
- 2 januari – Fausto Coppi, 40, italiensk cyklist.
- 27 juni – Lottie Dod, 88, brittisk tennis- och golfspelare.
- 26 augusti – Knud Enemark Jensen, 23, dansk cyklist.